# Le Délai (film, 1918)
Pour les articles homonymes, voir Délai.
Le Délai est un film muet français réalisé par Jacques de Baroncelli, sorti en 1918.

## Fiche technique
- Titre : Le Délai
- Réalisation : Jacques de Baroncelli
- Scénario : Jacques de Baroncelli
- Pays de production :  France
- Format : Noir et blanc - 1,33:1 - Film muet - 35 mm
- Date de sortie : 1918

## Distribution
- Henri Bosc : Louis Breslet
- Denise Lorys : Jeanne Breslet
- Gabriel Signoret : Victor Nozet
- Alice Cocéa : Hélène Nozet